# Michael Massimino
Michael James Massimino (født 19. august 1962 i Oceanside, New York) er en NASA-astronaut. Han har været med på en rumfærgemission, en servicemission til Hubble-rumteleskopet hvor han gennemførte to rumvandringer.
Michael Massimino deltog som missionsspecialist i rumfærgeflyvningen STS-125.